# 小笠原村立母島小中学校
小笠原村立母島小中学校（おがさわらそんりつははじましょうちゅうがっこう）は、東京都小笠原村母島字元地にある併設型小中一貫校。母島では唯一の学校である。

## 概要
生徒数は小学校33名、中学校13名（2022年4月7日現在）、教職員は25名。

## 沿革
- 1973年（昭和48年）
  - 7月1日 - 設置。
  - 9月1日 - 開校式典挙行。開校時点の在籍者数は、小学生7名・中学生4名・教員13名。
- 1974年（昭和49年）7月1日 - 開校1周年記念式典挙行。
- 1976年（昭和51年）6月14日 - PTA設立。
- 1977年（昭和52年）6月24日 - プール建築工事完了。
- 1978年（昭和53年）
  - 5月28日 - プール・校庭・体育館落成式典挙行。
  - 7月18日 - 校旗制定。
  - 11月3日 - 開校5周年記念式典挙行。
- 1983年（昭和58年）7月1日 - 開校10周年記念式典挙行。
- 1985年（昭和60年）12月25日 - 校歌制定。
- 1993年（平成5年）
  - 7月10日 - 昭和19年度沖村国民学校高等科卒業式挙行。
  - 12月18日 - 開校20周年記念式典挙行。
- 1994年（平成6年）2月14日 - 天皇・皇后（後の上皇明仁・上皇后美智子）の母島行幸啓。
- 2005年（平成17年）7月1日 - 開校30周年記念と新校舎落成記念の両式典挙行。
- 2008年（平成20年）10月 - 母島小学校がユネスコスクール加盟。
- 2013年（平成25年）10月6日 - 開校40周年記念式典挙行。
- 2016年（平成28年）4月 - 特別支援学級「にこにこ学級」開設。
- 2023年（令和5年）9月23日 - 開校50周年記念式典挙行[5]。

## 特色
- 小笠原の特有な歴史と文化の中で培われてきた「南洋踊り」や戦前から歌い継がれてきた民謡、「小笠原太鼓」、「タコノ葉細工」といった島の文化遺産を継承する教育活動を行っている。
- また、自然環境を題材とした「環境教育」の取り組みにより、ユネスコスクールの加盟校となっている。

## 周辺
旧沖村中心部に位置する。
- 御臨幸記念碑 - 学校校門脇にある。
- ロース記念館
- ロース石石切場跡 - ロース記念館と小笠原村道をはさんで、敷地が隣接。
- 社会福祉法人明老会小笠原村母島高齢者在宅サービスセンター - 小笠原村道をはさんで、敷地が隣接。
- 小笠原村立母島村民会館
- 小笠原村立母島保育園 - 進学前保育園
- 母島簡易郵便局
- 小笠原村役場母島支所
- 東京都小笠原支庁母島出張所
- 母島診療所

## アクセス
- 東海汽船母島乗り場から、徒歩約520m・約8分。